# Wujintang Shuiku
Wujintang Shuiku (kinesiska: 乌金塘水库) är en reservoar i Kina. Den ligger i provinsen Liaoning, i den nordöstra delen av landet, omkring 240 kilometer väster om provinshuvudstaden Shenyang. Wujintang Shuiku ligger 78 meter över havet. Arean är 4,6 kvadratkilometer. Trakten runt Wujintang Shuiku består till största delen av jordbruksmark. Den sträcker sig 2,6 kilometer i nord-sydlig riktning, och 3,2 kilometer i öst-västlig riktning.
Genomsnittlig årsnederbörd är 723 millimeter. Den regnigaste månaden är juli, med i genomsnitt 177 mm nederbörd, och den torraste är februari, med 4 mm nederbörd.